# Radionet
Radionet er telefoni eller datanet, som anvender radiofoni som deres bærer og dermed som det fysiske lag; lag 1 i OSI-modellen.
Her er eksempler på datakommunikation der anvender radionet:
- Trådløst MAN – metropolitan area network, dækker ca. 5–50 km
  - WiMAX – f.eks. IEEE 802.16.
- Trådløst LAN, lokalt radionet – local area networks, dækker op til ca. 5 km
  - Wi-Fi – f.eks. IEEE 802.11b, 802.11g, 802.11a, 802.11n.
- Trådløst PAN – personal area networks, dækker nogle få meter svarende til ca. et lokale.
  - Bluetooth
  - ZigBee
- GSM – Global standard for digital mobilkommunikation, almindelig i de fleste lande, undtagen sydkorea og Japan.
- PCS – Personal communication system – ikke en enkelt standard, dækker både CDMA og GSM datanet som anvender frekvensbånd ved 1900 MHz i nordamerika.
- Mobitex – pager datanet i USA og Canada bygget af Ericsson og bliver nu anvendt af PDA.
- GPRS – General Packet Radio Service datanet som er indbygget i GSM til PDA.
- UMTS – Universal Mobile Telephone Service (3. generations telefoninet), baseret på W-CDMA.
- AX.25 – radioamatør packet radio.
- NMT – Nordic Mobile Telephony. Tidligere anvendt trådløst telefonisystem anvendt i Norden.
- AMPS – America Mobile Phone System.
- D-AMPS – Digital AMPS også kendt som TDMA.
- Z-Wave – trådløs fjernbetjening og overvågning til intelligente hjem